# رشته‌کوه نور

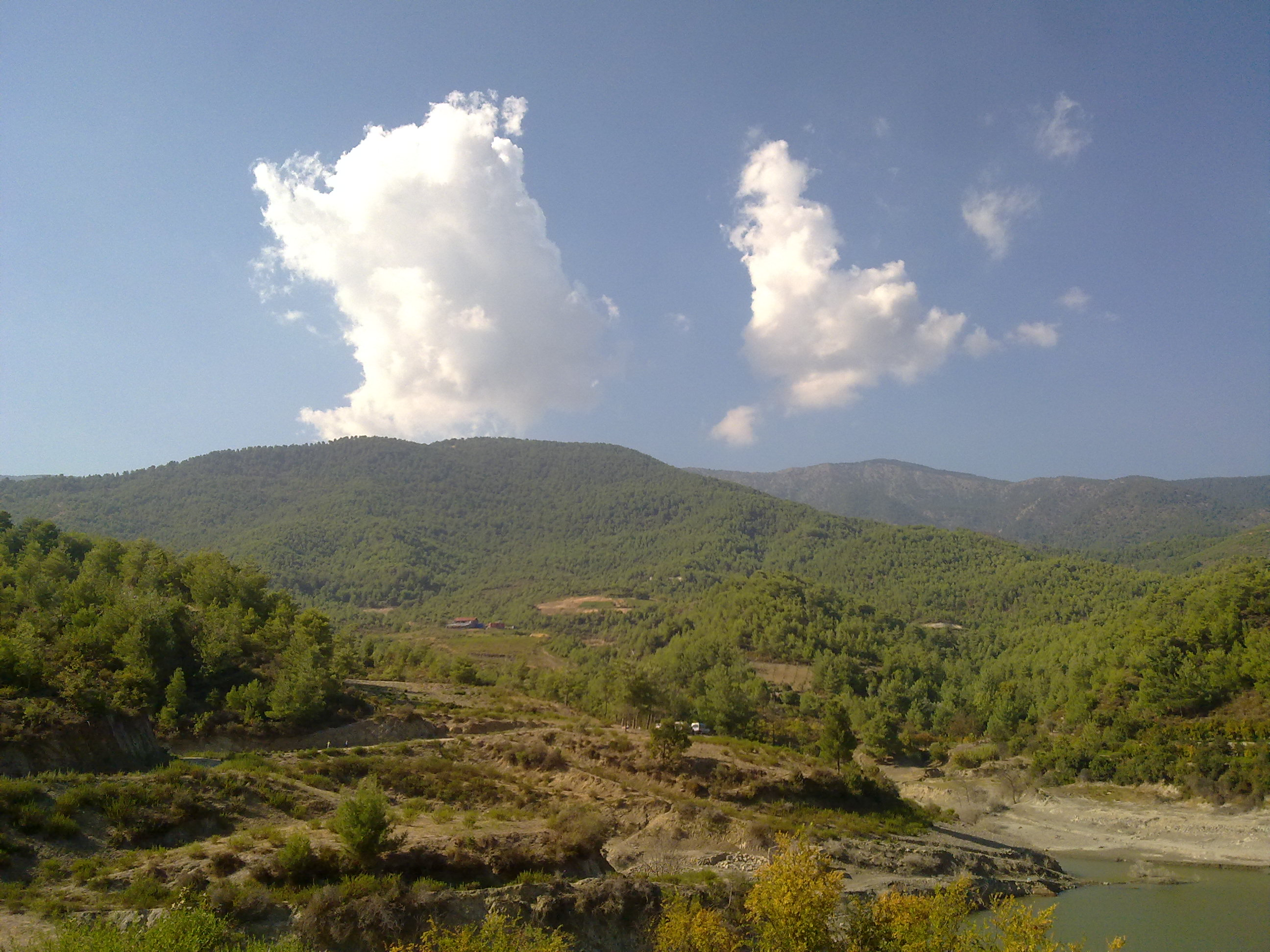
نمایی از رشته کوه نور

رشته‌کوه نور یا رشته‌کوه آمانوس (ترکی استانبولی: Nur Dağları، یونانی باستان: Ἁμανός، لاتین: Amanus) رشته‌کوهی در استان هاتای ترکیه است که تقریباً در موازات با خلیج اسکندرون واقع شده. حداکثر بلندای این رشته‌کوه به ۲۲۴۰ متر می‌رسد و سرزمین ساحلی کیلیکیه را از سرزمین سوریه جدا می‌سازد. بلندترین قلهٔ این رشته‌کوه بوزداغ داغی نام دارد. یکی از گذرگاه‌های بزرگ این رشته‌کوه، که به «دروازه سوریه» معروف است، در نزدیکی شهر بلن قرار دارد. گذرگاه دیگر نیز، که به «دروازهٔ آمانیک» یا «گذرگاه بَه‌چه» مشهور است، در بخش شمالی‌تر واقع شده.